# Aegiphila narinensis
Aegiphila narinensis là một loài thực vật có hoa trong họ Hoa môi. Loài này được Rueda mô tả khoa học đầu tiên năm 1992.